# نوربرت برودین
نوربرت برودین (انگلیسی: Norbert Brodine؛ ‏ ۱۶ دسامبر ۱۸۹۶ – ۲۸ فوریهٔ ۱۹۷۰) یک فیلم‌بردار اهل ایالات متحده آمریکا بود.
از فیلم‌های او می‌توان به استادان رقص و گاوبازها اشاره کرد.